# Canton d'Épinal-2
Le canton d'Épinal-2 est une circonscription électorale française du département des Vosges.

## Histoire
Un nouveau découpage territorial des Vosges entre en vigueur à l'occasion des premières élections départementales suivant le décret du 27 février 2014. Les conseillers départementaux sont, à compter de ces élections, élus au scrutin majoritaire binominal mixte. Les électeurs de chaque canton élisent au Conseil départemental, nouvelle appellation du Conseil général, deux membres de sexe différent, qui se présentent en binôme de candidats. Les conseillers départementaux sont élus pour 6 ans au scrutin binominal majoritaire à deux tours, l'accès au second tour nécessitant 12,5 % des inscrits au 1er tour. En outre la totalité des conseillers départementaux est renouvelée. Ce nouveau mode de scrutin nécessite un redécoupage des cantons dont le nombre est divisé par deux avec arrondi à l'unité impaire supérieure si ce nombre n'est pas entier impair, assorti de conditions de seuils minimaux. Dans les Vosges, le nombre de cantons passe ainsi de 31 à 17.
Le canton d'Épinal-2 est formé d'une fraction d'Épinal et de communes de l'ancien canton d'Épinal-Est (8 communes). Il est entièrement inclus dans l'arrondissement d'Épinal. Le bureau centralisateur est situé à Épinal.

## Représentation
| Période élective | Période élective | Mandat | Mandat   | Identité        | Nuance | Nuance | Qualité                                                                                 |
| ---------------- | ---------------- | ------ | -------- | --------------- | ------ | ------ | --------------------------------------------------------------------------------------- |
| 2015             | 2021             | 2015   | 2021     | Régine Begel    |        | LR     | Conseillère épargne et production, Epinal                                               |
| 2015             | 2021             | 2015   | 2021     | Benoît Jourdain |        | LR     | Chef d'entreprises Vice-Président, délégué à l’Économie, au Tourisme et à l’Agriculture |
| 2021             | 2028             | 2021   | en cours | Régine Bégel    |        | LR     | Conseillère sortante, Conseillère départementale déléguée à l'environnement             |
| 2021             | 2028             | 2021   | en cours | Benoît Jourdain |        | LR     | Conseiller sortant, 6ème Vice-Président, délégué à l’Environnement et au Logement       |

### Résultats détaillés

#### Élections de mars 2015
À l'issue du 1er tour des élections départementales de 2015, deux binômes sont en ballottage : Régine Begel et Benoît Jourdain (UMP, 39,91 %) et François-Xavier Huguenot et Marylène Mordasini (DVG, 26,3 %). Le taux de participation est de 48,62 % (8 245 votants sur 16 959 inscrits) contre 52,67 % au niveau départemental et 50,17 % au niveau national.
Au second tour, Régine Begel et Benoît Jourdain (UMP) sont élus avec 57,71 % des suffrages exprimés et un taux de participation de 45,22 % (3 924 voix pour 7 669 votants et 16 959 inscrits).

#### Élections de juin 2021
Le premier tour des élections départementales de 2021 est marqué par un très faible taux de participation (33,26 % au niveau national). Dans le canton d'Épinal-2, ce taux de participation est de 28,46 % (4 892 votants sur 17 190 inscrits) contre 33,12 % au niveau départemental. À l'issue de ce premier tour, deux binômes sont en ballottage : Régine Bégel et Benoît Jourdain (DVD, 53,84 %) et Anne-Sophie Mangin et Julien Perrin (Union à gauche avec des écologistes, 27,44 %).
Le second tour des élections est marqué une nouvelle fois par une abstention massive équivalente au premier tour. Les taux de participation sont de 34,36 % au niveau national, 33,77 % dans le département et 30,29 % dans le canton d'Épinal-2. Régine Bégel et Benoît Jourdain (DVD) sont élus avec 66,91 % des suffrages exprimés (3 195 voix pour 5 209 votants et 17 196 inscrits),,.

## Composition
| Nom                            | Code Insee | Intercommunalité | Superficie (km2) | Population (dernière pop. légale)                | Densité (hab./km2) | Modifier                                    |
| ------------------------------ | ---------- | ---------------- | ---------------- | ------------------------------------------------ | ------------------ | ------------------------------------------- |
| Épinal (bureau centralisateur) | 88160      | CA d'Épinal      | 59,24            | Fraction : 19 311 (2022) Commune : 32 296 (2022) | 545                | modifier les données · modifier les données |
| Archettes                      | 88012      | CA d'Épinal      | 13,93            | 1 110 (2022)                                     | 80                 | modifier les données · modifier les données |
| La Baffe                       | 88028      | CA d'Épinal      | 9,01             | 621 (2022)                                       | 69                 | modifier les données · modifier les données |
| Deyvillers                     | 88132      | CA d'Épinal      | 8,77             | 1 350 (2022)                                     | 154                | modifier les données · modifier les données |
| Dignonville                    | 88133      | CA d'Épinal      | 5,93             | 207 (2022)                                       | 35                 | modifier les données · modifier les données |
| Dogneville                     | 88136      | CA d'Épinal      | 11,42            | 1 511 (2022)                                     | 132                | modifier les données · modifier les données |
| Jeuxey                         | 88253      | CA d'Épinal      | 8,49             | 663 (2022)                                       | 78                 | modifier les données · modifier les données |
| Longchamp                      | 88273      | CA d'Épinal      | 10,26            | 460 (2022)                                       | 45                 | modifier les données · modifier les données |
| Vaudéville                     | 88495      | CA d'Épinal      | 3,22             | 195 (2022)                                       | 61                 | modifier les données · modifier les données |
| Canton d'Épinal-2              | 8806       |                  |                  | 25 428 (2022)                                    |                    | modifier les données                        |

Le canton d'Épinal-2 comprend :
1. huit communes entières,
2. la partie de la commune d'Épinal située sur la rive droite de la Moselle.

## Démographie
En 2022, le canton comptait 25 428 habitants, en évolution de +5,2 % par rapport à 2016 (Vosges : −2,96 %, France hors Mayotte : +2,11 %).
| 2013   | 2018   | 2022   |
| ------ | ------ | ------ |
| 24 469 | 24 835 | 25 428 |